# Dummerston
Dummerston är en kommun (town) i Windham County i delstaten Vermont, USA.Vid folkräkningen år 2000 bodde 1 915 personer på orten. Den har enligt United States Census Bureau en area på totalt 79,8 km², varav 0,6 km² är vatten.  